# Czarno to widzę (serial telewizyjny)
Czarno to widzę (ang. Black-ish) – amerykański, komediowy serial telewizyjny wyprodukowany przez ABC Studios, Cinema Gypsy Productions oraz Principato-Young Entertainment. Twórcą serialu jest Kenya Barris. Serial jest emitowany od 24 września 2014 roku przez ABC.
W Polsce serial jest emitowany od 1 lipca 2015 roku przez Fox Comedy.

## Fabuła
Serial skupia się na Andre 'Dre' Johnsonie, który chce wychować swoje dzieci zgodnie z tożsamością kulturową oraz jego żonie Rainbow, która zmaga się z rolą pracującej matki.

## Obsada

### Główna
- Anthony Anderson jako Andre 'Dre' Johnson
- Tracee Ellis Ross jako Rainbow Johnson
- Yara Shahidi jako Zoey Johnson
- Marcus Scribner jako Andre Johnson, Jr.
- Miles Brown jako Jack Johnson
- Marsai Martin jako Diane Johnson
- Jenifer Lewis jako Ruby Johnson[3]
- Jeff Meacham jako Josh Oppenhol
- Peter Mackenzie jako Leslie Stevens[4]

### Role drugoplanowe
- Laurence Fishburne jako Pops[5]
- Allen Maldonado jako Curt, asystent Andre Johnsona[6]
- Deon Cole jako Charlie Telphy
- Raven-Symoné jako Rhonda Johnson[7]
- Catherine Reitman jako Lucy
- Wanda Sykes jako Daphne Lido[8]
- Elle Young jako Sharon Duckworth

### Role gościnne
- Zendaya jako Rasheida. Wystąpiła w odcinku "Daddy's Day".

## Odcinki
| Sezon | Sezon | Odcinki | Oryginalna emisja    | Oryginalna emisja | Oryginalna emisja | Oryginalna emisja   |
| Sezon | Sezon | Odcinki | Premiera sezonu      | Finał sezonu      | Premiera sezonu   | Finał sezonu        |
| ----- | ----- | ------- | -------------------- | ----------------- | ----------------- | ------------------- |
|       | 1     | 24      | 24 września 2014     | 20 maja 2015      | 1 lipca 2015      | 9 września 2015     |
|       | 2     | 24      | 23 września 2015     | 18 maja 2016      | 17 listopada 2015 | 11 czerwca 2016     |
|       | 3     | 24      | 21 września 2016     | 10 maja 2017      | 26 sierpnia 2017  | 7 października 2017 |
|       | 4     | 23      | 3 października 2017  | 15 maja 2018      | 9 czerwca 2018    | 7 lipca 2018        |
|       | 5     | 24      | 16 października 2018 | 21 maja 2019      | 8 czerwca 2019    | 24 sierpnia 2019    |
|       | 6     | 23      | 24 września 2019     | 5 maja 2020       | —                 | —                   |

## Produkcja
9 maja 2014 roku, ABC zamówiła serial na sezon telewizyjny 2014/15.
10 października 2014 roku stacja ABC zamówiła pełny sezon serialu, którego pierwszy sezon będzie liczył 22 odcinki. 7 maja 2015 roku, stacja ABC ogłosiła zamówienie 2 sezonu.

4 marca 2016 roku, stacja ABC ogłosiła zamówienie trzeciego sezonu

12 maja 2017 roku, stacja ABC ogłosiła zamówienie czwartego sezonu.

12 maja 2018 roku, stacja ABC ogłosiła zamówienie piątego sezonu.
3 maja 2019 roku, stacja ABC przedłużyła serial o szósty sezon.